# Acacia latifolia
Acacia latifolia é uma espécie de leguminosa do gênero Acacia, pertencente à família Fabaceae.